# エイティング
株式会社エイティング（EIGHTING Co., Ltd.）は、日本のゲーム会社。株式会社コロプラの子会社。ロゴなどでは「8ing」という表記も使用されている。

## 歴史
1993年3月15日に設立されたあと、コンパイルのスタッフの一部が移籍した。2000年10月に、ロジック・アンド・マジックと、兄弟会社だったライジングと合併した。
かつては業務用ゲームの製造・販売も行っていたが、現在の主な事業内容は、携帯電話用コンテンツの運営・アプリケーションの開発と家庭用ゲームの請負である。
2005年12月に東証マザーズに上場したものの、2016年5月に株式公開買付けによりコロプラの子会社となり、同年8月に上場廃止となった。

## 主要取引先
- 任天堂
- カプコン
- バンダイナムコエンターテインメント
- スクウェア・エニックス
- ソニー・コンピュータエンタテインメント
- タカラトミー

## 開発・販売タイトル
※ライジングのものは割愛

### くるりんシリーズ
- くるくるくるりん（GBA）
- くるりんパラダイス（GBA）
- くるりんスカッシュ!（GC）

### ピクミンシリーズ
- ピクミン3 デラックス（Switch）
- ピクミン4（Switch）
- みつけてピクミン（iOS・Android）

### ブラッディロアシリーズ
- ブラッディロア3（AC・PS2）
- ブラッディロア エクストリーム（GC・XB）
- ブラッディロア4（PS2）

### モンスターハンターシリーズ
- モンスターハンターG（Wii）
- モンスターハンター3G（3DS）
- モンスターハンター3G HD ver（Wii U）
- モンスターハンター4G（3DS）
- モンスターハンターダブルクロス（Switch）

### ファミスタシリーズ
- プロ野球 ファミスタDS2010（DS）
- プロ野球 ファミスタ2011（3DS）
- プロ野球 ファミスタ リターンズ（3DS）
- プロ野球 ファミスタ クライマックス（3DS)
- プロ野球 ファミスタ エボリューション（Switch）
- プロ野球 ファミスタ2020（Switch）

### ドラゴンクエストシリーズ
- ドラゴンクエストソード 仮面の女王と鏡の塔（Wii）
- ドラゴンクエスト モンスターバトルロードビクトリー（Wii）

### NARUTO -ナルト- 激闘忍者大戦!シリーズ
- NARUTO -ナルト- 激闘忍者大戦!（GC）
- NARUTO -ナルト- 激闘忍者大戦!2（GC）
- NARUTO -ナルト- 激闘忍者大戦!3（GC）
- NARUTO -ナルト- 激闘忍者大戦!4（GC）

### NARUTO -ナルト- 疾風伝 激闘忍者大戦!EXシリーズ
- NARUTO -ナルト- 疾風伝 激闘忍者大戦!EX（Wii）
- NARUTO -ナルト- 疾風伝 激闘忍者大戦!EX2（Wii）
- NARUTO -ナルト- 疾風伝 激闘忍者大戦!EX3（Wii）
- NARUTO -ナルト- 疾風伝 激闘忍者大戦!SPECIAL（Wii）

### BLEACH 〜ヒート・ザ・ソウル〜シリーズ
- BLEACH 〜ヒート・ザ・ソウル〜（PSP）
- BLEACH 〜ヒート・ザ・ソウル2〜（PSP）
- BLEACH 〜ヒート・ザ・ソウル3〜（PSP）
- BLEACH 〜ヒート・ザ・ソウル4〜（PSP）
- BLEACH 〜ヒート・ザ・ソウル5〜（PSP）
- BLEACH 〜ヒート・ザ・ソウル6〜（PSP）
- BLEACH 〜ヒート・ザ・ソウル7〜（PSP）

### アイシールド21シリーズ
- アイシールド21 DEVILBATS DEVILDAYS（GBA）
- アイシールド21 MAX DEVILPOWER!（DS）
- アイシールド21 フィールド最強の戦士たち（Wii）

### 鋼の錬金術師シリーズ
- 鋼の錬金術師 ドリームカーニバル（PS2）
- 鋼の錬金術師 FULLMETAL ALCHEMIST-暁の王子-（Wii）
- 鋼の錬金術師 FULLMETAL ALCHEMIST-黄昏の少女-（Wii）

### カプコン格闘ゲーム系
- Fate/unlimited codes（AC・PS2）
- Fate/unlimited codes portable（PSP）
- 史上最強の弟子ケンイチ 激闘!ラグナレク八拳豪（PS2）
- タツノコ VS. CAPCOM CROSS GENERATION OF HEROES（AC・Wii）
- TATSUNOKO VS. CAPCOM ULTIMATE ALL-STARS（Wii）
- MARVEL VS. CAPCOM 3 Fate of Two Worlds（PS3・360）
- ULTIMATE MARVEL VS. CAPCOM 3（PS3・360・PS Vita）

### ガンシューティング系
- ゴルゴ13（AC）
- ゴルゴ13 奇跡の弾道（AC）
- ゴルゴ13 銃声の鎮魂歌（AC）
- ルパン三世 THE SHOOTING（AC・NAOMI）
- ルパン三世 THE TYPING（AC・NAOMI）

### 仮面ライダー系
- 仮面ライダー クライマックスヒーローズ（PS2）
- 仮面ライダー クライマックスヒーローズW（Wii）
- KAMEN RIDER DRAGON KNIGHT（Wii、日本未発売）
- 仮面ライダー クライマックスヒーローズ オーズ （Wii・PSP）
- 仮面ライダー クライマックスヒーローズ フォーゼ （Wii・PSP）
- 仮面ライダー 超クライマックスヒーローズ（Wii・PSP）
- 仮面ライダー バトライド・ウォー（PS3）
- 仮面ライダー バトライド・ウォーII（PS3・Wii U）
- 仮面ライダー バトライド・ウォー 創生（PS4・PS3・Vita）
- 仮面ライダー サモンライド!（PS3・Wii U）
- 仮面ライダー ストームヒーローズ（iOS・Android）
- 仮面ライダー メガトンスマッシュ（DMMゲームズ）
- 仮面ライダー クライマックスファイターズ（PS4）

### ゾイド系
- ゾイドストラグル（PS2）
- ゾイドフルメタルクラッシュ（GC）
- ZOIDS FIELD OF REBELLION（iOS・Android）
- ゾイドワイルド キングオブブラスト（Switch）
- ゾイドワイルド インフィニティブラスト（Switch）

### スマートフォン
- 激突！ブレイク学園（iOS・Android）
- なないろランガールズ（iOS・Android）
- ファンタジーラボ（iOS・Android）
- 暗殺教室 囲い込みの時間（iOS・Android）
- 東京喰種 carnaval（iOS・Android）
- テトリスモンスター（iOS・Android）
- 最果てのバベル（iOS・Android）

### その他
- 青春クイズ カラフルハイスクール（AC・SYSTEM-10）
- ボンバーマン ぱにっくボンバー（AC・Multi Video System）
- 金色のガッシュベル!! 友情タッグバトルシリーズ（PS2・GC）
- 金色のガッシュベル!! ゴー! ゴー! 魔物ファイト!!（PS2・GC）
- バトルスタジアム D.O.N（PS2・GC）
- 犬夜叉 奥義乱舞（PS2）
- BLOOD+ ～双翼のバトル輪舞曲（ロンド）～（PS2）
- るろうに剣心 -明治剣客浪漫譚- 炎上!京都輪廻（PS2）
- 結界師 烏森妖奇談（DS）
- 結界師 黒芒楼襲来（DS）
- NARUTO-ナルト- 疾風伝 忍術全開! チャクラッシュ!!（DS）
- プロゴルファー猿（Wii）
- NHK紅白クイズ合戦（Wii）
- NARUTO-ナルト- 疾風伝 龍刃記（Wii）
- バイオハザード リバイバルセレクション（PS3・X360）
- とびだせ どうぶつの森 amiibo+（3DS）
- STEEL COMBAT（PS VR）
- 星のカービィ スターアライズ[2]（Switch）
- DNF Duel（PS5・PS4）※アークシステムワークスとの共同開発
- Nintendo Switch Sports[3]（Switch）
- HUNTER×HUNTER NEN×IMPACT（Switch・PS5・Steam）